# Iglesia de San Martín de Tours (Aldea del Cano)
La iglesia de San Martín de Tours es un inmueble de la localidad española de Aldea del Cano, en la provincia de Cáceres.

## Descripción
El edificio se encuentra en la localidad española de Aldea del Cano, perteneciente a la provincia de Cáceres, en la comunidad autónoma de Extremadura. Se menciona como iglesia parroquial del lugar en el primer volumen del Diccionario geográfico-estadístico-histórico de España y sus posesiones de Ultramar de Pascual Madoz, donde aparece descrita con las siguientes palabras:

la igl. parr. es muy ant. y sólida, de órden gótico, dividida en 3 naves, y está dedicada á S. Martin Ob. cuya festividad se celebra con jubileo el dia 11 de noviembre desde primeras vísperas hasta puesto el sol, concedido por la Santídad de Paulo V por bula apostólica espedida en 5 demayo de 1619: el curato es de térm., se provée por concurso y tiene muy buena casa cerca de la igl.
(Madoz, 1845, p. 491)